# Cardopatiinae
Cardopatiinae Less., 1832 è una sottotribù di piante angiosperme dicotiledoni appartenenti alla famiglia delle Asteraceae.

## Descrizione
Questa gruppo comprende piante erbacee angiosperme dicotiledoni, spinose perenni o annuali. Nelle radici sono sempre presenti dei condotti resinosi, meno frequenti nelle parti aeree; mentre solamente nelle parti aeree sono presenti delle cellule latticifere.
Le foglie lungo il caule sono disposte in modo alterno. La lamina ha un contorno spinoso-dentato oppure pennatosetto.
Le infiorescenze sono composte da pochi capolini oppure sono molti in gruppi corimbosi. I capolini contengono solo i fiori tubulosi i quali sono ermafroditi (capolini omogami). I capolini sono formati da un involucro a forma più o meno cilindrica composto da brattee (o squame) all'interno delle quali un ricettacolo fa da base ai fiori tutti tubulosi. L'involucro è circondato da alcune brattee spinose con appendici fimbriate. Le squame dell'involucro, disposte su più serie, spinose e con appendici fimbritae, sono posizionate in modo embricato. Il ricettacolo è provvisto di pagliette a protezione della base dei fiori.
I fiori in genere sono tutti del tipo tubuloso. I fiori sono tetra-ciclici (ossia sono presenti 4 verticilli: calice – corolla – androceo – gineceo) e pentameri (ogni verticillo ha 5 elementi). I fiori sono ermafroditi e actinomorfi.
- Formula fiorale:

- /x K {\displaystyle \infty }, [C (5), A (5)], G 2 (infero), achenio

- Calice: i sepali del calice sono ridotti ad una coroncina di squame.
- Corolla: la corolla, colorata variamente di blu (brillante di sopra, scuro di sotto), ha dei piccoli lobi.
- Androceo: gli stami sono 5 con filamenti liberi, distinti, e glabri, mentre le antere sono saldate in un manicotto (o tubo) circondante lo stilo.[6]
- Gineceo: lo stilo è filiforme;  gli stigmi dello stilo sono due divergenti e molto corti. L'ovario è infero uniloculare formato da 2 carpelli.

Il frutto è un achenio densamente sericeo con un pappo apicale. Il pericarpo dell'achenio possiede delle sclerificazioni radiali spesso provviste di protuberanze. Il pappo è inserito su una piastra apicale (senza nettario) all'interno di una anello di tessuto parenchimatico. Il pappo è formato da due serie di setole o di scaglie.

## Biologia
- Impollinazione: l'impollinazione avviene tramite insetti (impollinazione entomogama).
- Riproduzione: la fecondazione avviene fondamentalmente tramite l'impollinazione dei fiori (vedi sopra).
- Dispersione: i semi cadendo a terra (dopo essere stati trasportati per alcuni metri dal vento per merito del pappo – disseminazione anemocora) sono successivamente dispersi soprattutto da insetti tipo formiche (disseminazione mirmecoria).

## Distribuzione e habitat
La distribuzione di queste piante è relativa alle zone tra il Mediterraneo orientale, il Caucaso e l'Africa del Nord per il genere Cardopatium; le steppe semi-desertiche dell'Asia centrale per il genere Cousiniopsis.

## Tassonomia
La famiglia di appartenenza di questa voce (Asteraceae o Compositae, nomen conservandum) probabilmente originaria del Sud America, è la più numerosa del mondo vegetale, comprende oltre 23.000 specie distribuite su 1.535 generi, oppure 22.750 specie e 1.530 generi secondo altre fonti (una delle checklist più aggiornata elenca fino a 1.679 generi). La famiglia attualmente (2021) è divisa in 16 sottofamiglie.

### Filogenesi
La sottotribù di questa voce appartiene alla tribù Cardueae della sottofamiglia Carduoideae.
Nell'ambito della tribù, da un punto di vista filogenetico, le Cardopatiinae occupano una posizione più o meno "basale" insieme alla sottotribù Carlininae. Le date di divergenza dal gruppo principale sono comprese tra 30 e 23 milioni di anni fa.
Il numero cromosomico delle specie di questo gruppo è: 2n = 36.

### Composizione della sottotribù
La sottotribù Cardopatiinae comprende 2 generi e 3 specie:
| Genere              | N. specie                                                                                                   | Distribuzione        |
| ------------------- | --- | -------------------- |
| Cardopatium Juss.   | 2 | Italia e Nord Africa |
| Cousiniopsis Nevski | Una specie: Cousiniopsis atractylodes Asia (aree steppiche e semidesertiche dell'Asia centrale e orientale) |                      |

### Chiave analitica per i generi
Per meglio comprendere ed individuare i generi della sottotribù, l’elenco seguente utilizza in parte il sistema delle chiavi analitiche (vengono cioè indicate solamente quelle caratteristiche utili a distingue un genere dall'altro):
- Gruppo 1A: il portamento di queste piante è perenne robusto; le infiorescenze sono formate da pochi fiori raggruppati in piatti corimbi;

Cardopatium
- Gruppo 1B: il ciclo biologico di queste piante è annuale con portamenti delicati; le infiorescenze sono formate da molti fiori (i corimbi non sono patti).

Cousiniopsis

### Specie della flora italiana
In Italia di questo gruppo è presente la specie Cardopatium corymbosum; si trova su prati aridi e sassosi fino a 1.200 metri di quota dalla Liguria fino al Sud dell'Italia (escluso l'areale del Nord-Est).